# 枝元なほみ
枝元 なほみ（えだもと なほみ、1955年〈昭和30年〉3月22日 - 2025年〈令和7年〉2月27日）は、日本の料理研究家。本名は東 菜穂美（あずま なほみ）。愛称は「エダモン」。

## 来歴
神奈川県横浜市生まれ。横浜市立中田中学校、神奈川県立横浜平沼高等学校を経て、明治大学文学部英米文学科卒業。1981年、太田省吾を中心とした劇団転形劇場の研究生になり、役者をしながら東京都中野区の無国籍レストラン「カルマ」に8年間勤務。劇団解散後、料理研究家として仕事を始める。その後、料理研究家の阿部なをに出会い、私淑する。
ホームレスの自立を支援する雑誌「ビッグイシュー日本版」には、隔号自身のレシピを掲載するコーナーがある。また、同雑誌の支援組織であるNPO法人ビッグイシュー基金の理事でもある。
2011年1月に、自身が行っている農業支援活動団体チームむかごを社団法人化し、同法人の代表理事を勤める。2011年3月11日の東日本大震災の後は被災地支援の活動（にこまるプロジェクト）も同法人で行っている。
2025年2月27日に特発性間質性肺炎の療養中に東京都内の病院で死去。享年70歳、満69歳没。
生涯独身だった。

## メディア

### テレビ
- きょうの料理 （NHK）
- ひとりでできるもん!どこでもクッキング（NHK教育テレビ・子供向け番組、2004年4月 - 2006年3月） - 講師・味々エダモトとして出演（森野熊八との隔週レギュラー）。
- はなまるマーケット （TBS）
- キユーピー3分クッキング （CBCテレビ）1998年4月- 2000年12月・レギュラー講師
- キッチンが走る!（NHK）
- スタジオパークからこんにちは （NHK）
- あさイチ（NHK） - 解決!ゴハン に不定期登場
- キラキラきれい わたしのレシピ（BS朝日）

ほか、CS放送：食&健康バラエティ★フーディーズTVの各番組内でも多数出演している。
- タモリ倶楽部（テレビ朝日）2012年11月2日「カスにもっと光を! 新しいカスつまみを作ろう!!」回にゲスト出演

### 著書
- 『カット野菜のおかず ムダなし、ゴミなし、超カンタン! ひとり暮し、お年寄りの家庭にも最適 (マイライフシリーズ グラフ社, 1995.10
- 『子どものための誕生パーティーの本 パーティの献立、ケーキ、楽しい演出法をご紹介します (マイライフシリーズ 特集版 グラフ社, 1996.12
- 『ご飯とめんの一皿クッキング』(レシピ1・2・3) 講談社, 1996.3
- 『こねこね楽しいパン屋さん』 (キッズお料理レッスン 雄鶏社, 1996.7
- 『もっと好きになる野菜のおかず』 (レシピ1・2・3) 講談社, 1997.2
- 『料理塾一人暮らしのアイデアレシピ (マイライフシリーズ 特別版 グラフ社, 1997.4
- 『ごじまん!世界のカレー料理 (キッズお料理レッスン 雄鷄社, 1997.7
- 『枝元なほみの愛の元気食堂 (NHKきょうの料理シリーズ) 日本放送出版協会, 1999.4
- 『枝元なほみ食べるスープ どんなときでもスープで幸せ (別冊家庭画報) 世界文化社, 2000.10
- 『枝元なほみのたれ・ソース・ドレッシング 基本の"たれ・ソース・ドレッシング"でもっとおいしく!』新星出版社, 2000.7
- 『枝元なほみのごはん大好き!』家の光協会, 2001.10
- 『枝元なほみのはじめてさんクッキング』(講談社mook) 2001.11
- 『枝元なほみの手早く簡単!楽々おつまみ (別冊家庭画報) 世界文化社, 2001.12
- 『枝元なほみさんのがんばらないおもてなしごはん』オレンジページ, 2001.12
- 『枝元なほみの料理がピッとうまくなる』筑摩書房, 2001.3 のち文庫
- 『新・節約ごはん』学習研究社, 2001.7
- 『枝元的豆腐&大豆レシピ』家の光協会, 2002.12
- 『愛する男、愛する女に食べさせたい (講談社のお料理book) 2002.3
- 『じっくり野菜冬』 (心とカラダにやさしい生活) ソニー・マガジンズ, 2003.10
- 『小さい気持ちと小さいレシピ』久米簡 撮影. PARCO, 2003.4
- 『おいしく手作りパン&サンドイッチ 焼きたてパンとお好みの具をはさんだサンドイッチ (レッスンシリーズ) 指導. パッチワーク通信社, 2003.8
- 『おいしい毎日と愉快なお話しおりおりのおりょうり』(集英社be文庫) 2004.10
- 『枝元なほみさんの根菜&豆おかず (別冊主婦と生活) 主婦と生活社, 2004.12
- 『いろんな国のおいしい料理 (つくりたい!食べたい!料理大百科 あかね書房, 2004.4
- 『枝元なほみのおしゃべりレシピ はるなつあきふゆ50のごはん』河出書房新社, 2004.5
- 『枝元なほみのこれさえあれば!万能たれ・ソース』永岡書店, 2004.5
- 『枝元なほみの「マジうま!」ごはん (別冊週刊女性) 主婦と生活社, 2004.9
- 『枝元なほみのスパイスがおいしい!とっておきレシピ』成美堂出版, 2005.2
- 『おいしく手づくりパンとサンドイッチ (レッスンシリーズ) 指導. パッチワーク通信社, 2006.3
- 『食べるスープレシピ (特選実用ブックス 世界文化社, 2006.9
- 『おうちで乾杯うまい!おつまみ (特選実用ブックス 世界文化社, 2007.10
- 『圧力鍋の絶品おかず 手早くできて、ホントにおいしい! 基本編 (別冊エッセ) 扶桑社, 2007.12
- 『根菜おかずと豆おかず 素材の持ち味をストレートに楽しむシンプルレシピ』主婦と生活社, 2007.12
- 『枝元なほみのぜんぶ・おかずサラダ 毎日、野菜いっぱい! (別冊エッセ) 扶桑社, 2007.5
- 『大根、白菜づくし 枝元さんちのうまっ!おかず 野菜のしあわせ』講談社, 2008.11
- 『まるごとル・クルーゼ』サンマーク出版, 2008.2
- 『子ども弁当&大人弁当 1つのおかずが2つに変身! (別冊エッセ) 扶桑社, 2008.3
- 『圧力鍋のもっと絶品おかず たっぷり野菜!デイリーに使える! ヘルシー編 (別冊エッセ) 扶桑社, 2009.1
- 『枝元なほみの沖縄ごはん (オレンジページブックス) 2009.6
- 『料理のことば絵事典 知ってなっとく! 下ごしらえから調理道具まで』監修. PHP研究所, 2009.6
- 『かくし味は旅を少々』スイッチ・パブリッシング, 2010.1
- 『枝元なほみのそのまま食卓へ くっつかないから、気楽につくって ViVノンスティックオーブンウェアでつくる54のレシピ』徳間書店, 2010.11
- 『おいしく手づくりパンとサンドイッチ 焼きたてパンとお好みの具をはさんだサンドイッチ (家庭料理シリーズ 指導. あうん舎エンタープライズ, 2010.11
- 『枝元なほみの一番やさしい!米粉レシピ パンからおやき、惣菜まで』PHP研究所, 2010.4
- 『サンドイッチ日和』タイトル, 2010.4
- 『ひとりでお弁当を作ろう エダモンおすすめ』竹下和男 監修. 共同通信社, 2011.4
- 『自然の恵みオリーブオイルレシピ 体の酸化を防ぐ、日替わり74品 (体においしい健康ごはん) 高橋書店, 2011.4
- 『骨に効く小魚レシピ カルシウムが手軽にとれる、うれしい70品 (体においしい健康ごはん) 高橋書店, 2011.4
- 『おうちで洋食野菜ごはん 枝元なほみの美味しい&やさしい料理だけレシピ』ハローケイエンターテインメント, 2011.7
- 『枝元なほみのとっておきのふだん着みたいなちょっとうれしいレシピ 料理が楽しくなる鍋Casteyでつくる』徳間書店, 2011.9
- 『毎日、まるごとル・クルーゼ お鍋からココット、ラムカン、シリコンウェアまでとことん使いこなすレシピ集』サンマーク出版, 2012.1
- 『万能のたれ&ソースでパッとおいしいごはん 無印良品のシリコーン調理ケース丸型でつくる』徳間書店, 2012.3
- 『今日もフツーにごはんを食べる』芸術新聞社, 2013.2
- 『かんたんでおいしい!魔法のクッキングBOOK』全6巻 ポプラ社, 2014.4
- 『ジャーサラダジャーごはん 可愛くて、作りおきできる』ローソンHMVエンタテイメント, 2015.3
- 『パセリ食堂』PHP研究所, 2015.6
- 『取り分けスタイルで超簡単!大皿おかずの本』(エイムック 枻出版社, 2015.9
- 『具だくさんでおいしい食べるスープ ずっと作りたい決定版レシピ』世界文化社, 2016.3
- 『たのしい、わかりやすい料理の本』全国手をつなぐ育成会連合会, 2018.5
- 『枝元なほみの今夜はおでん』技術評論社, 2019.11
- 『農家ごはんと旬野菜レシピ エダモンが畑からお届け!』家の光協会, 2019.5
- 『枝元なほみのリアル朝ごはん 毎朝、こんなの食べてます。』海竜社, 2020.7
- 『枝元なほみのめし炊き日記　人生なんとかなるレシピ』農山漁村文化協会（農文協）,2023.09

### 共著・監修
- 『コンビニエンスダイエットBOOK』 (生活市場) 塩沢和子共著　主婦の友社 1990/11)
- 『なにたべた?』伊藤比呂美共著. マガジンハウス, 1999.10 「なにたべた? 伊藤比呂美+枝元なほみ往復書簡」(中公文庫
- 『いつでもどこでもお菓子とパン (婦人生活ファミリークッキングシリーズ) 信太康代, 枝元なほみ [料理]. 婦人生活社, 1999.3
- 『アジクマ&エダモンとつくろうアイデアりょうり (NHKシリーズ. NHKひとりでできるもん!どこでもクッキング 森野熊八共監修. 日本放送出版協会, 2004.8
- 『エダモンといっしょに!ごきげんレシピ (NHKシリーズ. NHKひとりでできるもん!どこでもクッキング 監修. 日本放送出版協会, 2005.4
- 『カレー食堂』大庭英子共著. 家の光協会, 2006.8
- 『やさしく、ていねいなレシピで作る基本の料理』今泉久美,大庭英子, 清水信子,田口成子共著. 家の光協会, 2007.2
- 『世界一あたたかい人生相談 幸せの人生レシピ 「ホームレス人生相談」&枝元なほみの「悩みに効く料理」』『ビッグイシュー日本版』販売者共著. ビッグイシュー日本, 2008.12　のち講談社文庫
- 『野菜女子のレシピ帳』Yome, 柿沢安耶共著. 家の光協会, 2010.2
- 『西原理恵子と枝元なほみのおかん飯』毎日新聞社, 2014.12
- 『禁断のレシピ』多賀正子共著. NHK出版, 2014.6
- 『親子でがっちょりおかん飯』西原理恵子共著. 毎日新聞出版, 2015.12
- 『おかん飯』3-4　西原理恵子共著. 毎日新聞出版, 2017-18
- 『エダモンの今日から子どもおかず名人』白泉社, 2018.3
- 『クッキングと人生相談 悩みこそ究極のスパイス』ビッグイシュー日本版販売者共著. ビッグイシュー日本, 2019.1
- 『おかん飯 ファイナル』西原理恵子共著. 毎日新聞出版, 2020.3

### ゲーム
- 枝元なほみのしあわせキッチン~かくし味はあなたがキメてね☆~ エム・ティー・オー (Video Game - 2006) - Nintendo DS